# Leptomastix kirkleyae
Leptomastix kirkleyae är en stekelart som beskrevs av John S. Noyes och Hayat 1994. Leptomastix kirkleyae ingår i släktet Leptomastix och familjen sköldlussteklar. Inga underarter finns listade i Catalogue of Life.